# Histoire de la vaccination
 (9 janvier 2025).
L'histoire de la vaccination en médecine vétérinaire et humaine commence avec les inoculations expérimentales de la variole des vaches, dans les années 1790. Les premiers vaccins sont datés de leur année de développement ou d'essai mais les plus récents sont datés de l'année de commercialisation ou des derniers tests. Seule la variole a été éradiquée dans le monde entier. La poliomyélite et la rougeole sont les cibles actuelles de campagnes mondiales d'éradication.

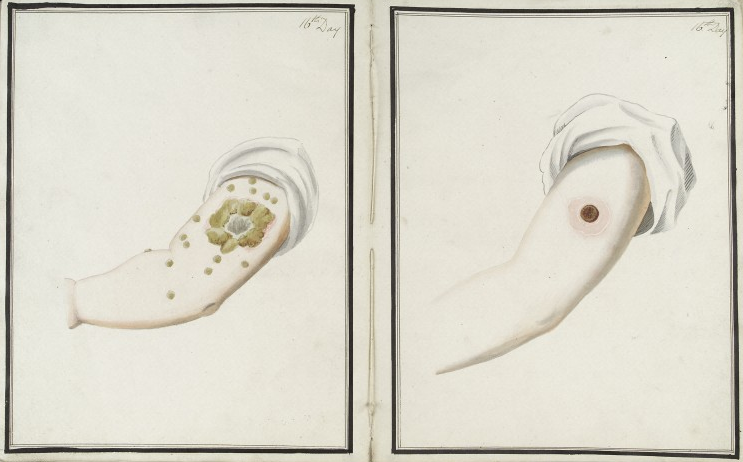
Comparaison de l'état du bras au seizième jour de l'inoculation de la variole (à gauche) et du cowpox (à droite). Dessins publiés en 1802.

## Aperçu
Avant l'introduction de la vaccination avec du matériel provenant de cas bovins de vaccine ou de cowpox (immunisation hétérotypique), il était connu que la variole pouvait être évitée par exposition délibérée au virus provoquant la maladie humaine. Les premières indications de cette pratique, connue sous le nom de variolisation remontent au Xe siècle en Chine , mais il faut attendre le XVe siècle pour trouver des documents décrivant précisément son utilisation. La méthode utilisée est alors l'insufflation nasale, administrée en soufflant dans les narines de la poudre de variole, généralement des croûtes. Diverses techniques d'insufflation sont décrites, toujours en Chine au cours des XVIe siècle et XVIIe siècle. En 1700 la Royal Society de Londres reçoit deux communications sur la pratique chinoise de l'inoculation, le premier de Martin Lister qui transmet le rapport d'un employé de l'East India Company en poste en Chine, l'autre de Clopton Havers. En France, Voltaire écrit que les Chinois pratiquent la variolisation « depuis cent ans ».

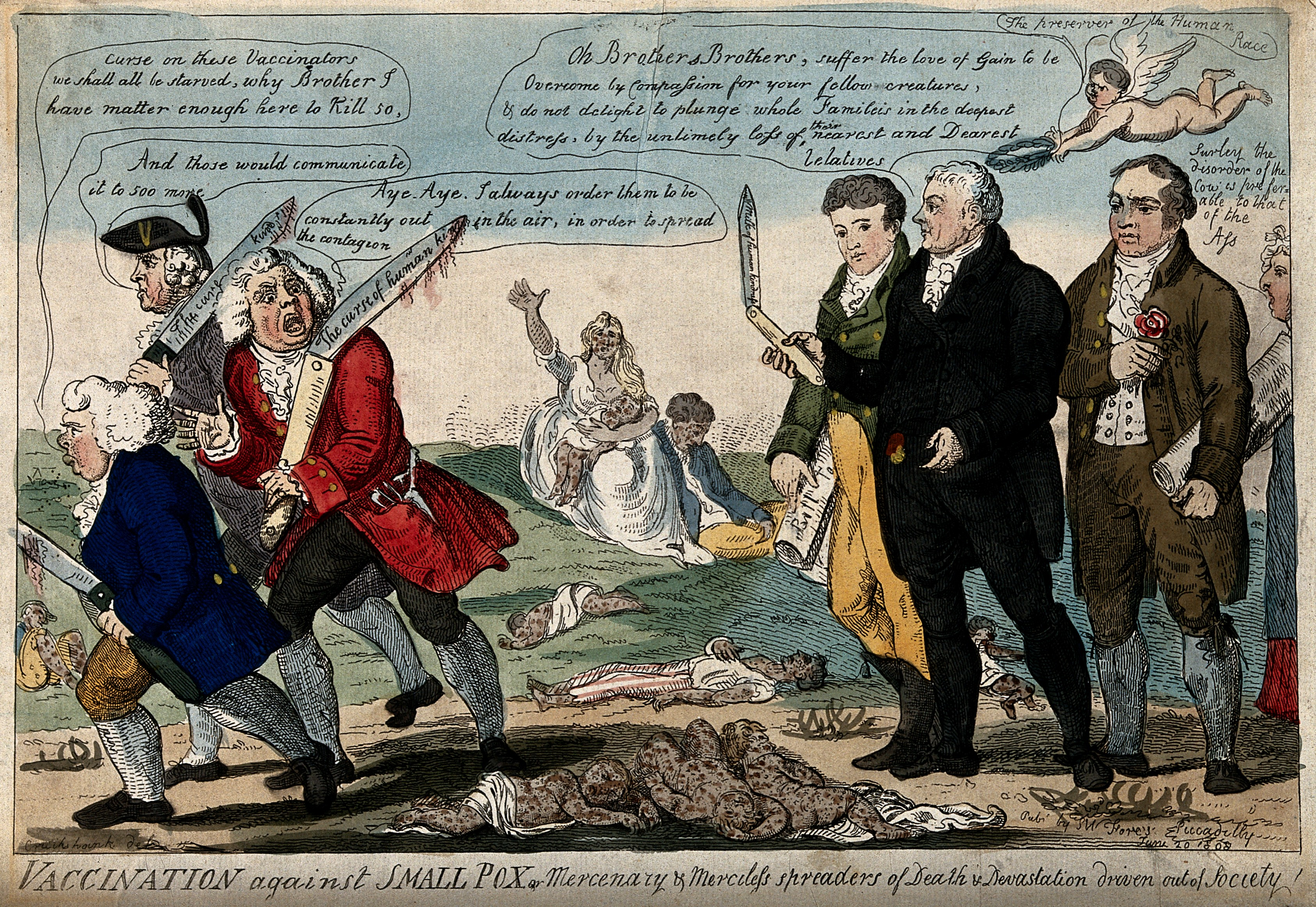
Dessin satirique d'Isaac Cruikshank illustrant l'opposition aux vaccinations au début du XIXe siècle.

En 1721, la femme de lettres Mary Wortley Montagu, qui a été témoin de la variolisation en Turquie, fait varioliser sa fille de quatre ans à son retour en Angleterre, en présence de médecins de la Cour,. Plus tard cette même année, le médecin Charles Maitland procède à une variolisation expérimentale de six prisonniers dans la prison de Newgate à Londres. L'expérience est un succès et la variolisation attire bientôt l'attention de la famille royale qui contribue à promouvoir la procédure. Cependant, en 1783, le jeune prince Octave de Grande-Bretagne meurt quelques jours après avoir été inoculé. En 1796, le médecin Edward Jenner prélève du pus sur la main d'une laitière atteinte de la vaccine, l'applique sur le bras d'un garçon de 8 ans, James Phipps (en), puis le variolise après six semaines ; par la suite le jeune garçon ne développera pas la variole,.
Jenner poursuit ses recherches et en 1798, signale que son vaccin est sans danger pour les enfants et les adultes et peut être transféré d'un bras à l'autre, ce qui permet de réduire la dépendance à l'égard des approvisionnements incertains provenant des vaches infectées. En 1804, l'expédition espagnole Balmis de vaccination contre la variole dans les colonies du Mexique et des Philippines utilise la méthode de transport de bras à bras pour contourner le fait que le vaccin ne survit que 12 jours in vitro. Ils utilisent le cowpox.

## Générations successives de vaccins

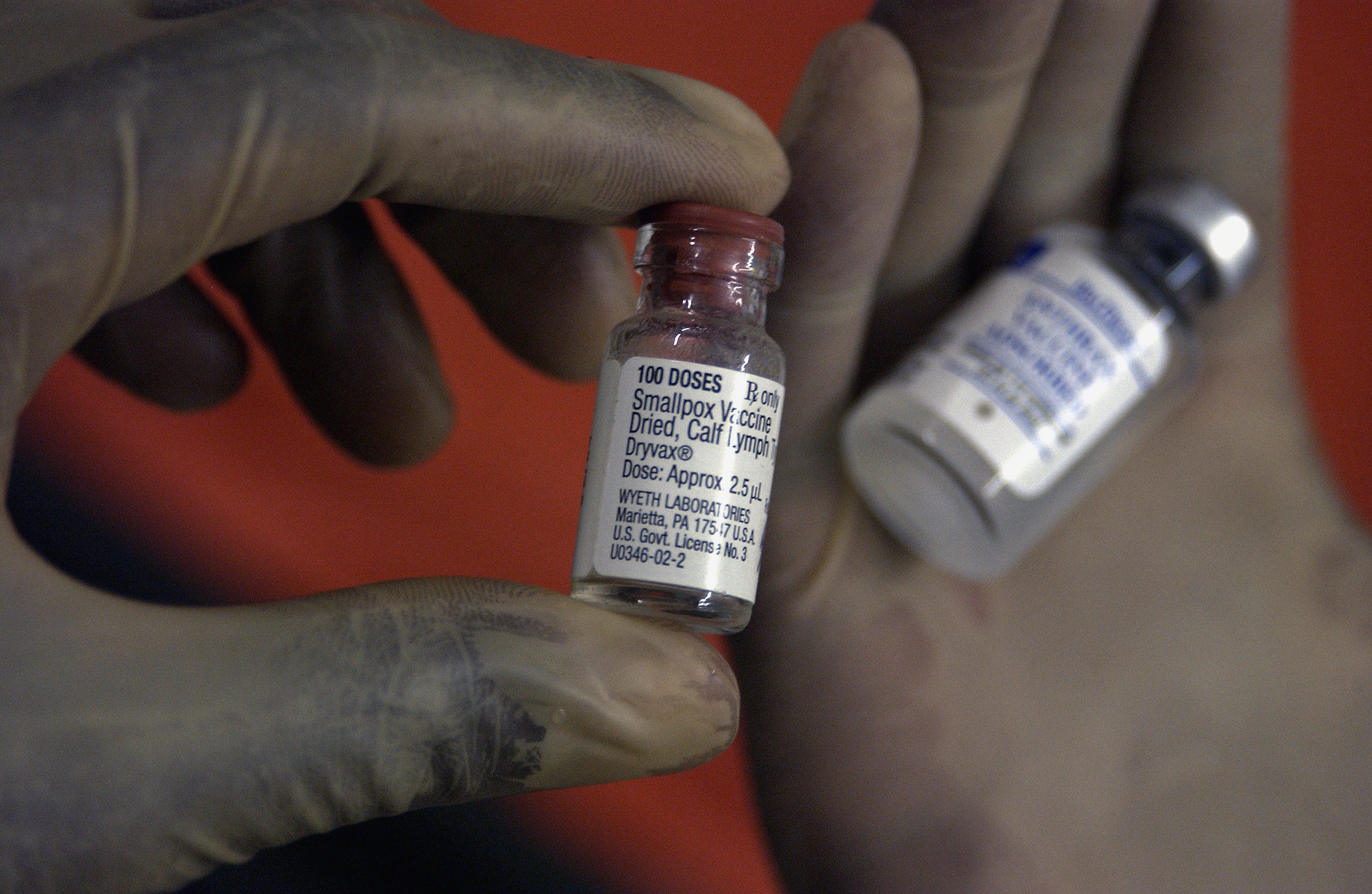
Vials of smallpox and anthrax serum

## Chronologie

### XVIIIesiècle
- 1796 : tout premier vaccin, en l'occurrence contre la variole, mis au point par Edward Jenner[11].

### XIXesiècle

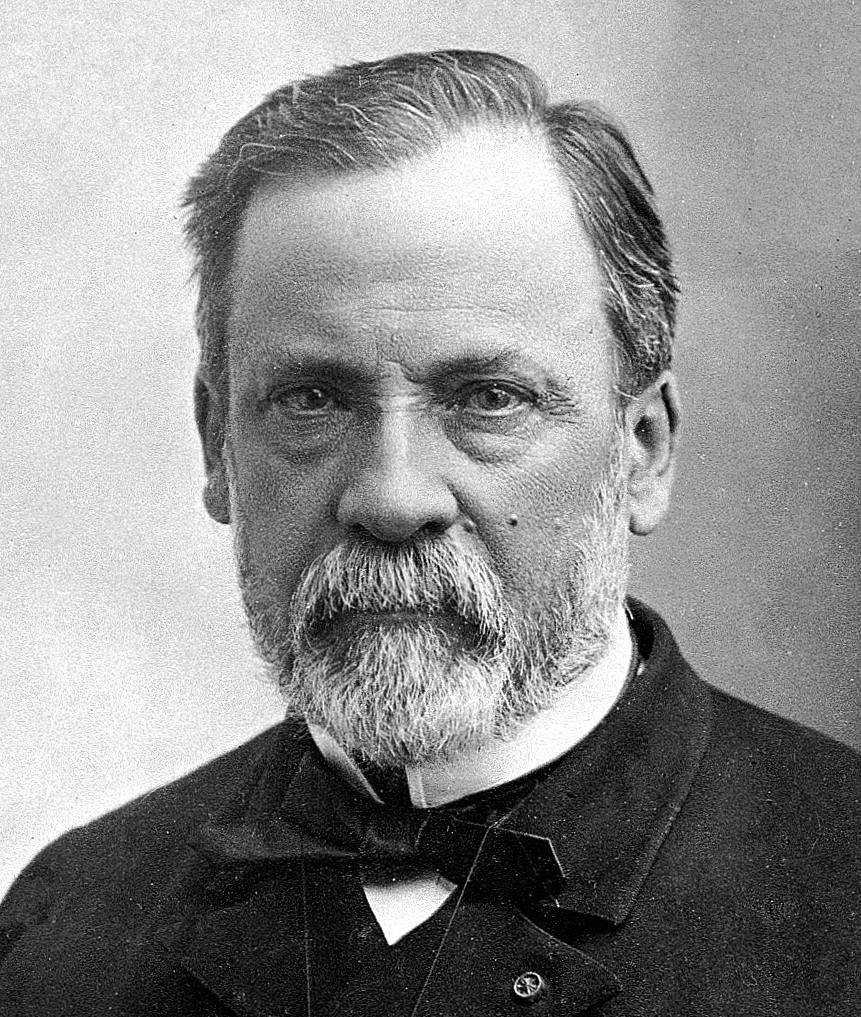
Louis Pasteur, scientifique français, inventeur du vaccin contre la rage en 1885.

- 1879 : premier vaccin contre le choléra des poules
- 1880 : premier vaccin contre la maladie du charbon
- 1885 : premier vaccin contre  la rage (à visée curative)
- 1896 : premier vaccin contre la fièvre typhoïde
- 1897 : premier vaccin contre la peste

### XXesiècle
- 1921 : premier vaccin contre la tuberculose
- 1923 : premier vaccin contre la diphtérie
- 1926 : premier vaccin contre le tétanos
- 1926 : premier vaccin contre la coqueluche
- 1932 : premier vaccin contre la fièvre jaune
- 1937 : premier vaccin contre le typhus
- 1944 : premier vaccin contre la grippe efficace
- 1952 : premier vaccin contre la poliomyélite
- 1954 : premier vaccin contre l'encéphalite japonaise
- 1957 : premier vaccin contre l'adénovirus
- 1962 : premier vaccin oral contre la poliomyélite
- 1963 : premier vaccin contre la rougeole
- 1964 : premier vaccin contre la rubéole
- 1967 : premier vaccin contre les oreillons
- 1974 : premier vaccin contre la varicelle
- 1977 : premier vaccin contre le pneumocoque, dernier cas de variole connu
- 1978 : premier vaccin contre le méningocoque
- 1981 : premier vaccin contre l'hépatite B
- 1985 : premier vaccin contre l'hémophilus
- 1992 : premier vaccin contre l'hépatite A
- 1998 : premier vaccin contre la borréliose
- 1998 : premier vaccin contre le rotavirus

### XXIesiècle
- 8 juin 2006 : premier vaccin contre le papillomavirus
- 2012 : premier vaccin contre l'hépatite E[12]
- 2012 : premier vaccin quadrivalent contre la grippe saisonnière
- 2015 : premier vaccin contre l'entérovirus 71 (une des causes du syndrome pieds-mains-bouche)[13]
- 2015 : premier vaccin contre la malaria[14]
- 2015 : premier vaccin contre la dengue[15]
- 2019 : premier vaccin approuvé contre la maladie à virus Ebola
- 2020 : premier vaccin contre la COVID-19.
- 2023 : premier vaccin contre la pneumonopathie à virus respiratoire syncytial
- 2023 : premier vaccin contre le chikungunya